# Фараонівська сільська рада
Фарао́нівська сільська́ ра́да — колишня адміністративно-територіальна одиниця та орган місцевого самоврядування в Саратському районі Одеської області. Адміністративний центр — село Фараонівка.

## Загальні відомості
- Територія ради: 5,958 км²
- Населення ради: 2 329 осіб (станом на 2001 рік)
- Територією ради протікає річка Бобей

## Населені пункти
Сільській раді підпорядковані населені пункти:
- с. Фараонівка
- с. Пшеничне

## Населення
Згідно з переписом УРСР 1989 року чисельність наявного населення сільської ради становила 2113 осіб, з яких 964 чоловіки та 1149 жінок.
За переписом населення України 2001 року в сільській раді мешкало 2329 осіб.

### Мова
Розподіл населення за рідною мовою за даними перепису 2001 року:
| Мова       | Відсоток |
| ---------- | -------- |
| молдовська | 65,99 %  |
| українська | 17,17 %  |
| російська  | 15,59 %  |
| болгарська | 0,43 %   |
| гагаузька  | 0,30 %   |
| вірменська | 0,04 %   |
| інші       | 0,48 %   |

## Склад ради
Рада складається з 16 депутатів та голови.
- Голова ради: Албу Марія Степанівна

### Керівний склад попередніх скликань
| Прізвище, ім'я, по батькові | Основні відомості                                                         | Дата обрання | Дата звільнення |
| --------------------------- | ------------------------------------------------------------------------- | ------------ | --------------- |
| Албу Марія Степанівна       | Сільський голова, 1952 року народження, освіта вища, позапартійна         | 26.03.2006   | 31.10.2010      |
| Албу Марія Степанівна       | Сільський голова, 1952 року народження, освіта вища, член Партії регіонів | 31.10.2010   |                 |

Примітка: таблиця складена за даними сайту Верховної Ради України

### Депутати
За результатами місцевих виборів 2010 року депутатами ради стали:

#### За суб'єктами висування
| Суб'єкт висування            | Кількість обраних депутатів | %    |
| ---------------------------- | --------------------------- | ---- |
| Партія регіонів              | 6                           | 37,5 |
| Самовисування                | 6                           | 37,5 |
| Соціалістична партія України | 4                           | 25   |

#### За округами
| № округу                     | Прізвище, ім'я, по батькові  | Дата визнання обраним | Освіта | Партійна приналежність             | Відомості про обраного депутата                         |
| ---------------------------- | ---------------------------- | --------------------- | ------ | ---------------------------------- | ------------------------------------------------------- |
| Партія регіонів              |                              |                       |        |                                    |                                                         |
| 5                            | Дондя Віктор Вячеславович    | 08.11.2010            | вища   | член Партії регіонів               | Фараонівська загальноосвітня школа, вчитель             |
| 7                            | Дондя Олександр Вячеславович | 08.11.2010            | вища   | член Партії регіонів               | приватний підприємець                                   |
| 8                            | Зорило Олександр Петрович    | 08.11.2010            | вища   | член Партії регіонів               | тимчасово не працює                                     |
| 12                           | Коваленко Іван Леонідович    | 08.11.2010            | вища   | член Партії регіонів               | тимчасово не працює                                     |
| 15                           | Вікол Надія Григорівна       | 08.11.2010            | вища   | член Партії регіонів               | Фараонівська загальноосвітня школа, секретар            |
| 16                           | Попелюк Олександра Федорівна | 08.11.2010            | вища   | член Партії регіонів               | Фараонівська сільська рада, головний бухгалтер          |
| Соціалістична партія України |                              |                       |        |                                    |                                                         |
| 3                            | Мітєва Лілія Борисівна       | 08.11.2010            | вища   | член Соціалістичної партії України | дитячий ясла-садок с. Пшеничне, помічник вихователя     |
| 4                            | Димура Павло Іванович        | 08.11.2010            | вища   | член Соціалістичної партії України | СВГ ВТВ «2006», механізатор                             |
| 6                            | Гавриленко Мар'яна Іванівна  | 08.11.2010            | вища   | член Соціалістичної партії України | дитячийясла-садок с. Пшеничне, завідувачка              |
| 9                            | Зорило Іван Васильович       | 08.11.2010            | вища   | член Соціалістичної партії України | тимчасово не працює                                     |
| Самовисування                |                              |                       |        |                                    |                                                         |
| 1                            | Кожухар Людмила Миколаївна   | 08.11.2010            | вища   | позапартійна                       | фельдшерсько-акушерський пункт с. Пшеничне, завідувачка |
| 2                            | Кожухар Михайло Павлович     | 08.11.2010            | вища   | позапартійний                      | фермерське господарство «Михайло» с. Пшеничне, голова   |
| 10                           | Образенко Алла Степанівна    | 08.11.2010            | вища   | позапартійна                       | Фараонівська загальноосвітня школа, вчитель             |
| 11                           | Ткаченко Надія Іллівна       | 08.11.2010            | вища   | позапартійна                       | Фараонівська загальноосвітня школа, вчитель             |
| 13                           | Толіка Сніжана Діомидівна    | 08.11.2010            | вища   | позапартійна                       | Фараонівська загальноосвітня школа, вчитель             |
| 14                           | Антоній Світлана Іванівна    | 08.11.2010            | вища   | позапартійна                       | тимчасово не працює                                     |